# Europese kampioenschappen schaatsen afstanden 2024 - 500 meter vrouwen
De 500 meter vrouwen op de Europese kampioenschappen schaatsen 2024 werd verreden op zaterdag 6 januari 2024 in ijsstadion Thialf in Heerenveen. De wedstrijd ging over één omloop.
Titelverdedigster Femke Kok wist opnieuw te winnen. Ze versloeg in een direct duel Jutta Leerdam die tweede werd. De kampioene van 2018, Vanessa Herzog werd derde.

## Uitslag
| #      | Schaatsers             | Land                | Tijd     | Verschil |
| ------ | ---------------------- | ------------------- | -------- | -------- |
| Goud   | Femke Kok              | Nederland           | 37.28    |          |
| Zilver | Jutta Leerdam          | Nederland           | 37.70    | +0.42    |
| Brons  | Vanessa Herzog         | Oostenrijk          | 37.89    | +0.61    |
| 4      | Marrit Fledderus       | Nederland           | 38.00    | +0.72    |
| 5      | Andżelika Wójcik       | Polen               | 38.04    | +0.76    |
| 6      | Karolina Bosiek        | Polen               | 38.43    | +1.15    |
| 7      | Iga Wojtasik           | Polen               | 38.74 PR | +1.46    |
| 8      | Martine Ripsrud        | Noorwegen           | 38.80    | +1.52    |
| 9      | Serena Pergher         | Italië              | 38.88(0) | +1.60    |
| 10     | Julie Nistad Samsonsen | Noorwegen           | 38.88(2) | +1.60    |
| 11     | Anna Ostlender         | Duitsland           | 39.09    | +1.81    |
| 12     | Isabelle Van Elst      | België              | 39.11    | +1.83    |
| 13     | Carina Jagtøyen        | Noorwegen           | 39.20(2) | +1.92    |
| 14     | Sophie Warmuth         | Duitsland           | 39.20(6) | +1.92    |
| 15     | Ellia Smeding          | Verenigd Koninkrijk | 39.22    | +1.94    |
| 16     | Luisa María González   | Spanje              | 39.23    | +1.95    |
| 17     | Fran Vanhoutte         | België              | 39.39 PR | +2.11    |
| 18     | Mihaela Hogas          | Roemenië            | 39.54    | +2.26    |
| 19     | Jasmin Güntert         | Zwitserland         | 40.30 PR | +3.02    |
| 20     | Bianca-Lorena Stănică  | Roemenië            | 40.57    | +3.29    |

## IJs- en klimaatcondities
|                  | Start   | Eind    |
| ---------------- | ------- | ------- |
| Tijd             | 14:46   | 15:05   |
| Luchttemperatuur | 18,0°C  | 17,9°C  |
| IJstemperatuur   | -10,3°C | -10,3°C |
| Luchtvochtigheid | 41,1 %  | 41,1 %  |

2018 · 
2020 · 
2022 · 
2024